# نبت‌نهت
| nb · t | n · h | t | M1 |

| nb · t | n · h | t | M1 |

نبت‌نهت (انگلیسی: Nebetnehat؛ معنای تحت‌اللفظی نام: «بانوی درخت چنار»؛ نام یکی از صفات الهه حاثور) یک ملکه همسر در مصر باستان در دوران حکومت دودمان هجدهم مصر بود. او همسر بزرگ سلطنتی یک فرعون ناشناس بود. نام او از تکه‌های خمره‌های مرمر گچی شناخته شده است که اکنون در موزه پتری است و گمان می‌رود از دره ملکه‌ها آمده باشد. قطعه دیگری در یک مقبره (WB1) برای چند نفر از اعضای خانواده سلطنتی در درهٔ پادشاهان، محتمل‌ترین محل دفن او، پیدا شد.
با توجه به این واقعیت که او لقب همسر بزرگ سلطنتی را داشت، می‌توانست فردی نسبتاً نزدیک به فرعون آمنهوتپ سوم باشد، شاید یک دختر یا یکی از اقوام زن دیگر او باشد. به احتمال زیاد او را دفن (نه مومیایی) کردند.